# Mikihito Arai
Mikihito Arai (新井 幹人 Arai Mikihito?, nacido el 14 de junio de 1994 en Saitama) es un futbolista japonés que se desempeña como defensa.

## Trayectoria

### Clubes
| Club      | País  | Año    |
| --------- | ----- | ------ |
| FC Ryukyu | Japón | 2017 - |

## Estadística de carrera

### J. League
| Club      | Año   | J. League | J. League | Copa J. League | Copa J. League | Total | Total |
| Club      | Año   | Part.     | Goles     | Part.          | Goles          | Part. | Goles |
| --------- | ----- | --------- | --------- | -------------- | -------------- | ----- | ----- |
| FC Ryukyu | 2017  | 2         | 0         | -              | -              | 2     | 0     |
| Total     | Total | 2         | 0         | 0              | 0              | 2     | 0     |